# USS Lunga Point (CVE-94)
Авіаносець «Ланг Пойнт» (англ. USS Lunga Point (CVE-94)) — ескортний авіаносець США часів Другої світової війни, типу «Касабланка».

## Історія створення
Авіаносець «Ланг Пойнт» закладений 19 січня 1944 року на верфі Kaiser Shipyards у Ванкувері ім'ям Alazon Вау, проте в процесі будівництва перейменований на «Ланг Пойнт», на честь мису на північному узбережжі острова Гуадалканал, де у 1942 році відбулась морська битва між флотами США та Японії.
Спущений на воду 11 квітня 1944 року. Авіаносець вступив у стрій 14 травня 1944 року.

## Історія служби
Після вступу в стрій авіаносець брав участь в десантній операції в затоці Лінгаєн (о. Лусон, січень 1945 року), битві за Іодзіму (лютий-березень 1945 року), під час якої 21 лютого 1945 року був легко пошкоджений ковзним ударом камікадзе, що викликав невелику пожежу.
Після ремонту «Ланг Пойнт» брав участь в битві за Окінаву (квітень-червень 1945 року), здійснював рейди для завдання ударів по судноплавству у Східнокитайському морі (кінець липня — початок серпня 1945 року).
24 жовтня 1946 року авіаносець «Ланг Пойнт» був виведений в резерв. 12 червня він був перекласифікований в допоміжний авіаносець CVU-94, 7 травня 1959 року — в допоміжний авіатранспорт AKV-32.
1 квітня 1960 року авіаносець був виключений зі списків флоту і зданий на злам.